# El rayo que no cesa
El rayo que no cesa es el título de un libro de poemas escrito por Miguel Hernández y publicado por primera vez en 1936 por Ediciones Héroe. Se trata de un poemario de temática amorosa, probablemente dedicados en su mayoría a la pintora surrealista, Maruja Mallo y compuesto principalmente por sonetos, y es probablemente la obra más acabada del poeta.
El rayo que no cesa se compone de un total de 30 poemas: 27 sonetos endecasílabos, un poema en redondillas con rimas cruzadas (poema núm. 1), una especie de silva (poema núm. 15) y una elegía
en tercetos encadenados (poema núm. 29).

## Crítica
A diferencia de su anterior poemario, Perito en lunas, El rayo que no cesa es un libro de temática de amor desamparado, aunque incluye algunos poemas de temas distintos a éste, en especial la "Elegía a Ramón Sijé", que tal vez fue incluida sólo en último momento a consecuencia de la repentina muerte del amigo y maestro del poeta.
El amor aparece en la obra tratado de un modo que resulta cercano al de los cancioneros medievales, en especial al Cancionero de Petrarca: la amada es idealizada y presentada como una causa de sufrimiento para el poeta, y como destinataria expresa de gran parte de las composiciones.
Esta relación con los poetas de la lírica cancioneril se manifiesta también en el estilo de los poemas, más sencillos en su expresión que el gongorista Perito en lunas, pero abundantes también en figuras retóricas tales como antítesis, repeticiones, anáforas, aliteraciones, etc. De hecho, Miguel Hernández experimenta en este libro con la forma del soneto, por ejemplo mediante la repetición de versos completos al final de un cuarteto y al comienzo del siguiente (sonetos 10 y 11), con la repetición de las mismas palabras al principio y al final de cada verso (en el soneto 9, "Fuera menos penado si no fuera"), o bien con la repetición anafórica de ciertas palabras al comienzo de cada estrofa (soneto 23, "Como el toro", entre otros). Por otra parte, todavía se aprecian ciertos resabios culteranos de su etapa anterior, no sólo en el empleo de hipérbatos y retorcimientos verbales, sino también en la elección de ciertos temas o motivos poéticos, similares a los de Perito en lunas por su aparente intrascendencia: un limón, el pie de la amada...
En los sonetos de amor de El rayo que no cesa aparece el rastro de la aventura amorosa que vivió Miguel Hernández con Maruja Mallo, que le reveló tanto la pasión y el placer erótico como la decepción y el desengaño. Rafael Alberti había experimentado algo similar en una aventura anterior con la pintora gallega, y José Luis Ferris llegó a afirmar:

Maruja Mallo, la excéntrica pintora de aquel Madrid de irrepetible efervescencia cultural, fue la razón y la causa de dos de los libros más significativos de la poesía española del siglo XX (ambos producto de una crisis sentimental): Sobre los ángeles, de Rafael Alberti, y El rayo que no cesa de Miguel Hernández.